# 令嬢
令嬢（れいじょう）とは、他者の未婚の娘に対する敬称及びイギリスにおいて、貴族階級で未婚の女性への儀礼称号に対して用いる用語である。　

## 他者の娘の敬称
令嬢は、目上にあたる人物や良家の娘をかしこまった場において「ご令嬢」「お嬢さま」「お嬢さん」「お姫さま」（英語では「Miss」「Lady」、フランス語はマドモアゼルが相当）などが呼称または使用されることがある。
また、一般社会でも冠婚葬祭などの公式な場においても若年で未婚の女性に対し「ご令嬢」「名前に嬢（敬称）」「お嬢さん」などと呼称されたり使用されることがある。

## 貴族令嬢・姫としての儀礼称号
貴族階級の令嬢・姫については儀礼称号にあるレディを参考。